# 2MV
La sonda planetaria 2MV (abreviatura de Marte-Venus de segunda generación) es una designación para un diseño común utilizado por las primeras sondas soviéticas no tripuladas a Marte y Venus. 
Fue una mejora incremental de las sondas de 1MV anteriores y se utilizó para las misiones Venera 5 y Venera 6 a Venus.   Era una práctica estándar del programa espacial soviético utilizar componentes estandarizados tanto como fuera posible.
Todas las sondas compartían las mismas características generales y sólo se diferenciaban en el equipamiento necesario para misiones específicas.  Cada sonda también incorporó mejoras basadas en la experiencia de misiones anteriores.
Fue reemplazada por la familia 3MV.

## Diseño
La investigación constaba de tres partes principales.

### Compartimento orbital
El núcleo de la pila era un compartimento presurizado llamado Compartimento Orbital que medía 2,1 metros y un diámetro de 1,1 metros. También estaba montada en el compartimento orbital una antena parabólica de alta ganancia, utilizada para comunicaciones de largo alcance.

### Cargas útiles
Dependiendo de la misión, la sonda llevaría instrumentos específicos o un módulo de aterrizaje desmontable. 

### Motor
Las capacidades de corrección de rumbo fueron proporcionadas por un motor KDU-414 adjunto a la parte superior del compartimento orbital.

## Variantes
- 2MV-1: Venera 2MV-1 No.1 (Sputnik 19), Venera 2MV-1 No.2 (Sputnik 20) [4]
- 2MV-2: Venera 2MV-2 No.1 (Sputnik 21) [5]
- 2MV-4: Marte 2MV-4 No.1 (Sputnik 22), Marte 1 (Mars 2MV-4 o Sputnik 21) [6]
- 2MV-3: Marte 2MV-3 No.1 (Sputnik 24) [7]
- 2V (V-69): Venera 5 (2V (V-69) No.330), Venera 6 (2V (V-69) No.331) [2]